# Barbosas (Janaúba)
Barbosas é um bairro da cidade de Janaúba.
Considerado um dos bairros mais antigos da cidade de Janaúba, este é geralmente identificado nos mapas como sendo uma comunidade. É habitado em sua maioria por nativos gorutubanos. É servido por uma escola municipal, um posto de saúde que também atende o bairro de Santa Terezinha. Bem urbanizado, mas com deficiência quando a asfaltamento de ruas e redes de esgoto, o Bairro Barbosas é um dos que mais crescem na cidade de Janaúba. Está localizado em parte alta da cidade logo após o bairro Rio Novo, na Região Norte de Janaúba. Recebeu este nome em virtude dos seus moradores em sua maioria possuírem o sobrenome Barbosas.